# Otavská cyklostezka

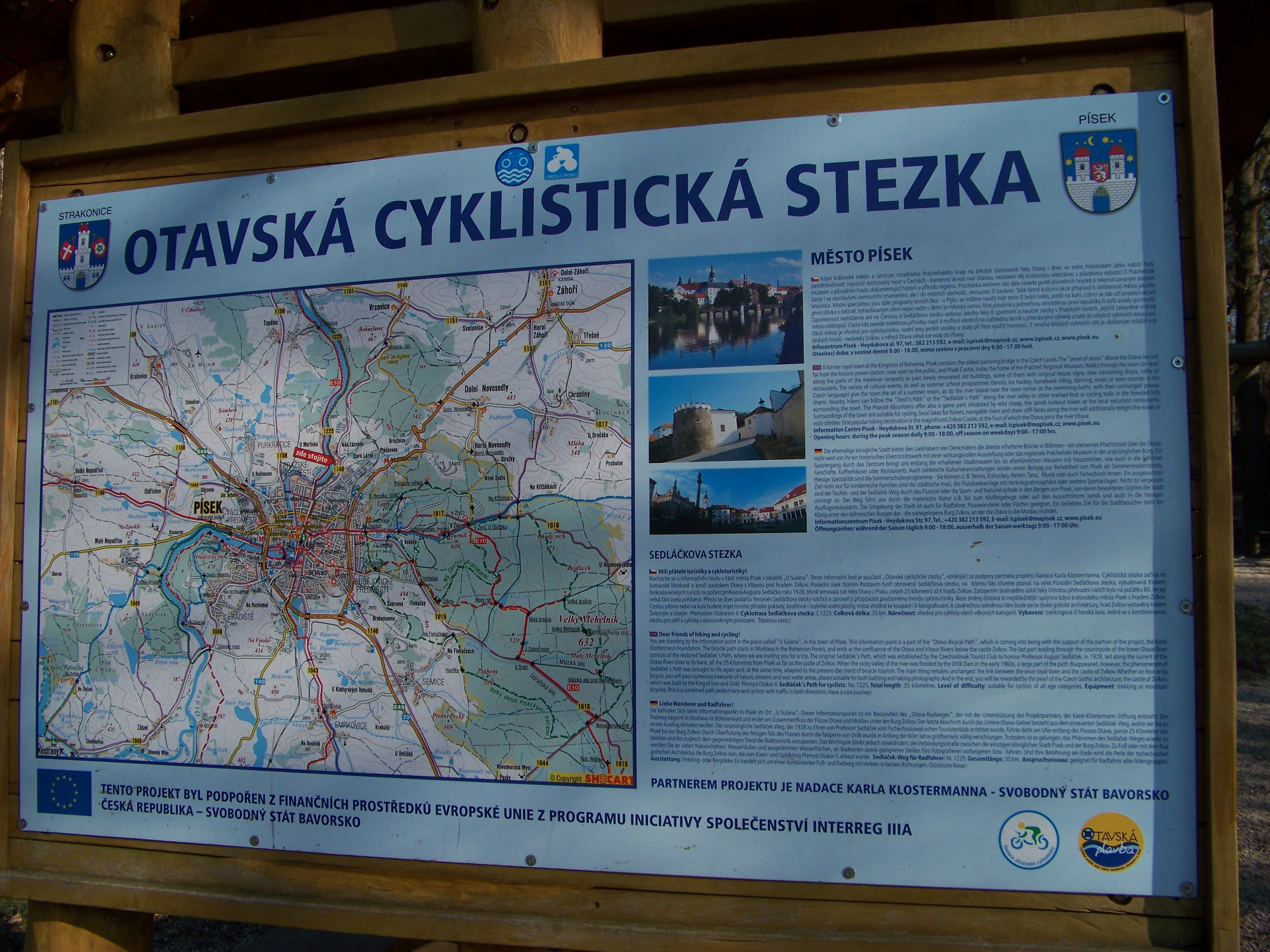
Otavská cyklistická stezka, tabule U Sulana v Písku

Otavská cyklotrasa je jednou z páteřních cyklotras v Jihočeském a Plzeňském kraji. Začíná na Modravě na Šumavě a vede podél řeky Vydry a Otavy přes Sušici, Horažďovice, Katovice, Strakonice, Písek až na Zvíkovské Podhradí. Celá trasa měří 152 km.
| Křížení s jinými cyklistickými trasami |                   |                             |                                   |             |
| km                                     | bod               | navazující, křižující trasy | souřadnice                        | nadm. výška |
| 0                                      | Modrava           | 33                          | 49°1′27″ s. š., 13°29′55″ v. d.*  | 985 m *     |
| 2,0                                    | Rechle            | 33 2114                     | 49°2′19″ s. š., 13°30′14″ v. d.*  | 945 m *     |
| –                                      | Rokyta            | 2114 2117                   | 49°3′32″ s. š., 13°30′20″ v. d.*  | 930 m *     |
| 12,8                                   | Mechov            | 33 2114                     | 49°4′50″ s. š., 13°27′34″ v. d.*  | 855 m *     |
| 17,3                                   | Velký Bor         | 2118                        | 49°6′6″ s. š., 13°25′53″ v. d.*   | 880 m *     |
| 22,8                                   | U Malého Babylonu | 2118                        | 49°8′23″ s. š., 13°26′34″ v. d.*  | 970 m *     |
| –                                      | Malý Radkov       | 2087                        | 49°8′42″ s. š., 13°29′9″ v. d.*   | 755 m *     |
| 29,1                                   | Kundratice        | 2087 2108                   | 49°9′40″ s. š., 13°27′48″ v. d.*  | 680 m *     |
| 33,7                                   | Annín             | 331 2108                    | 49°10′26″ s. š., 13°30′49″ v. d.* | 530 m *     |
| 42,0                                   | Sušice            | 313 331 2079                | 49°13′46″ s. š., 13°31′18″ v. d.* | 475 m *     |
| 53,3                                   | Žichovice         | 121 312 313 2084            | 49°16′2″ s. š., 13°37′49″ v. d.*  | 450 m *     |
| 59,0                                   | Velké Hydčice     | 312 2111                    | 49°17′59″ s. š., 13°40′2″ v. d.*  | 430 m *     |
| 64,0                                   | Horažďovice       | 312 1066 1069 2046          | 49°19′17″ s. š., 13°42′13″ v. d.* | 425 m *     |
| 85,0                                   | Strakonice        | 1045 1062 1066 1068         | 49°15′33″ s. š., 13°54′11″ v. d.* | 395 m *     |
| –                                      | Přeborovice       | 1045 1067                   | 49°15′14″ s. š., 14°0′39″ v. d.*  | 380 m *     |
| 95,5                                   | Štěkeň            | 1067                        | 49°16′ s. š., 14°0′44″ v. d.*     | 380 m *     |
| 100,5                                  | Kestřany          | 1045 1151                   | 49°16′10″ s. š., 14°4′11″ v. d.*  | 375 m *     |
| 114,0                                  | Písek             | 1049 1160                   | 49°18′25″ s. š., 14°8′35″ v. d.*  | 360 m *     |
| 152,0                                  | Zvíkov            | 1149 1225                   | 49°26′14″ s. š., 14°11′36″ v. d.* | 365 m *     |

* přibližný údaj

## Historie
Otavská cyklistická cesta byla vyznačena v roce 2007. Na jaře 2011 přeznačila strakonická radnice na návrh Nadace jihočeské cyklostezky úsek z Katovic přes Střelu do Strakonic vedoucí po frekventované státní silnici a nahradila jej trasou přes Pracejovice.